# Союз-Видео
Сою́з-ви́део (ранее Совенчер Советско-российский дистрибьютор) – дистрибьютор кино и телепродукции.
С 1996 студия выпускает отечественные и иностранные фильмы, мультфильмы и видеопрограммы на VHS и DVD, а также на Blu-ray в высоком HD-качестве. Русские и советские мультфильмы выпускаются в сотрудничестве с известной и большой студией «Союзмультфильм».

## История
Лейбл был закрыт в начале 2013 года, перешёл к «Lizard Cinema Trade», который в 2016 году объединили с «Видеосервис», «Двадцатый Век Фокс СНГ» и «CP Дистрибуция» в «Prior Group» и упразднён в июле 2020 года.